# گئورگ جان
گئورگ جان (آلمانی: Georg John؛ ۲۳ ژوئیهٔ ۱۸۷۹ – ۱۸ نوامبر ۱۹۴۱) یک هنرپیشه اهل آلمان بود.
از فیلم‌ها یا برنامه‌های تلویزیونی که وی در آن نقش داشته است می‌توان به ام، تحقیرشده‌ترین مرد، نیبه‌لونگ‌ها، پسر آبی‌پوش، خاک سوزان، عنکبوت، جاسوس، دکتر مابوزه: قمارباز، سرنوشت، هاراکیری اشاره کرد.